# Icelinus borealis
Icelinus borealis är en fiskart som beskrevs av Gilbert, 1896. Icelinus borealis ingår i släktet Icelinus och familjen simpor. Inga underarter finns listade i Catalogue of Life.